# Hallands nation
Hallands Nation är den yngsta av de tretton nationerna vid Lunds universitet.

## Historia
1920 bildades ett halländskt gille inom Göteborgs nation. Avsikten var redan från början att bilda en ny nation, men det tog några år av dividerande om hur skulder och framförallt tillgångar skulle delas upp innan Hallands Nation såg dagens ljus 1928, på Hedvigdagen den 15 oktober. Nationen hade vid bildandet drygt 80 medlemmar, vilket var lika många som till exempel Kalmar nation hade vid den tiden. Efter det att Hallands nation bildats ändrade universitet reglerna för grundandet av nationer. Sedan dess är det inte längre möjligt att starta någon ny nation i Lund. Hallands Nation är och förblir alltså den yngsta nationen i Lund.

## Organisation
Hallands nation har drygt 1 200 medlemmar. Omkring 90 personer är i dagens läge ansvariga för den löpande verksamheten såsom pubar, klubbar, luncher och sportaktiviteter.  Fyra personer ingår i Quratelet som är nationens verkställande organ i löpande frågor. Quratelet består av Qurator, Proqurator ekonomi, Proqurator social och Notarie. Samtliga är heltidsarvoderade och har tagit ett år ledigt från sina studier.  
Nio kollegieledamöter, Inspector som är ordförande, Proinspectorer, Quratelet och Husförman ingår i nationskollegiet som kan liknas vid nationens styrelse. Här tas större frågor upp gällande nationens utveckling. Invalda i kollegiet är ofta tidigare quratelare eller studenter som på annat sätt är väl insatta i nationen.
Sju personer utgör valberedningen som intervjuar och utser nomineringar inför val av nya förmän och quratelare. Sista ordet har nationens medlemmar som har en röst var på Nationsmötet.
I övrigt finns ett antal utskott med specifika ansvarsområden:
- Pubutskottet – sexton personer: Pubkommunikatör, pubförmän, pubkockar  och quizmaster.
- Aniarautskottet – tretton personer: Aniarakommunikatör, lunchförmän, brunchförmän, sittningskockar och hovmästare.
- Klubbutskottet – fjorton personer. Klubbkommunikatör, klubbförmän, kvällsansvariga och tackfestkoordinator.
- UTskottet – sexton personer: Novischförmän, redaktörer, layout-förman, fotoförman, spårtförmän och NATU-förmän .

Övriga förmän är husförmän, sexmästare, fanbärare, gillestugeförman, textilvårdsförmän, sångförman och bandförman.

## Hedersledamöter (urval)
| - Fredrik Wulff (1928) - Georg Bissmark (1932) - Gustaf Ullman (1932) - Fredrik Vetterlund (1932) - Ernst Wigforss (1937) - Sigfrid Lindström (1941) - Torsten Gustafson (1942) - Åke Petzäll (1945) - Fredrik Ström (1945) - Klara Johanson (1945) - Prins Bertil (1948) - Alf Ahlberg (1948) - Maths Heuman (1948) - Reimer Johansson (1948) - Hakon Ahlberg (1955) - Bo Giertz (1955) - Sven Kjöllerström (1958) - Albert Sandklef (1958) - Sven Jonson (1959) - Stellan Mörner (1959) - Axel Olson (1959) - Erik Olson (1959) - Esaias Thorén (1959) - Bertil Olsson (1964) | - Sölve Welin (1964) - Carl-Gustaf Andrén (1968) - Yngve Holmberg (1971?) - Eric Rasmusson (1971?) - Alf Hambe (1976) - Prinsessan Lilian (1979) - Gunnar Bramstång (1980) - Bertil Gärtner (1980) - Ingemund Bengtsson (1984) - Sven Gillsäter (1984) - Hardy Strid (1986) - Björn Molin (1987) - Maria Scherer (1987) - Bengt Samuelsson (1988) - Johan Wrede (1993) - Carl Bildt (1995) - Björn Hellberg (1998) - Bengt Johansson (2001) - Carl Magnus (2002) - Bodil Jönsson (2003) - Björn Nordstrand (2005) - Johan Staël von Holstein (2006) - Bertil Törnell (2007) - Lars Magnusson (2008) | - Lasse Brandeby (2009) - Boris Lennerhov (2010) - Jörgen Persson (2014) - Thomas Petersson (2016) - Lena Sommestad (2018) - Karin Olofsdotter (2024) |

## Nationshus
Hallands Nation har sitt nationshus på Thomanders väg 1–5 nära Västgöta nations hus på Tornavägen. Huset, eller Hallandsgården 1, 2 & 3 som de nu tre husen egentligen heter, var ursprungligen två separata byggnader uppförda 1955 och 1959 i vad som då var stadens utkant. Med åren medförde ett ökat antal medlemmar, en verksamhet som var uppdelad på två hus samt slitaget av generationer boenden att behovet av en renovering och tillbyggnad ökade. Genom en tillbyggnad i mitten av nittiotalet förenades de två vinkelställda husen med en nybyggd del i mitten – Hallandsgården 3.
I och med tillbyggnaden renoverades också Hallandsgården 1 och 2 och nationens cirka 70 korridorrum rustades upp ordentligt. En indragen fjärde våning byggdes också ovanpå de bägge husen. Indraget från fasaderna berodde på Lunds dåvarande stadsarkitekt som "inte ville att Lunds vackraste 50-talsfasader skulle förändras av en tillbyggnad.".
I och med tillbyggnaden tillkom således ytterligare två korridorer med bostäder till de befintliga sex, högst upp i de två ursprungliga Hallandsgårdarna från 1955 och 1959. I den nyaste delen av huset, Hallandsgården 3, som färdigställdes 1996, inryms inte bara ett tjugotal studentrum med pentrykök utan också nationens expedition, entré och en hiss. På översta våningen finns den gemensamma festlokalen "Hallands Ås", som namnet antyder precis under takåsen.

## Årliga aktiviteter
Med jämna eller ojämna mellanrum arrangeras ett flertal olika festligheter.
- Bockbalen: Nationens årligen återkommande bal vilket historiskt ägt rum i mars men nu hålls i januari på AF Borgen. Ordnades första gången 1966 och har sedan dess oavbrutet ordnats varje år, med undantag 2020 och 2021 med anledning av Covid-19.
- Hedviggillet: För att fira nationens utbrytande ordnas Hedviggillet med tillhörande spel varje höst den helg närmast Hedvigdagen. Under dagen utspelar sig trekamp i Botaniska trädgården mellan Hallands nation, Göteborgs nation och gästande vänföreningar. Grenarna är stångstötning, dragkamp samt brännboll. Till detta dricks även varm choklad, inte helt sällan med rom i.  Under kvällen ordnas sittning.
- Kulknappsbalen: Bal som hålles vid alldeles särskilda tillfällen. Balen hålls för att hedra minnet av konung Karl XII som enligt legenden stupade just för en kula stöpt av en av hans egna knappar- en kulknapp. Balen hålles oftast på någon ort i Halland för att anknyta tillbaka till landskapet, senast hölls balen den 13 oktober 2018 på Hotell Tylösand i Halmstad för att fira nationens 90-årsjubileum. Dessförinnan hölls den på Varbergs fästning den 18 oktober 2008 för firandet av Hallands nations 80-årsjubileum.

## Vänföreningar
- Lund: Västgöta Nation
- Uppsala: Gotlands nation
- Helsingfors: Kymenlaakson Osakunta
- Köpenhamn: Studenterforeningen
- Halmstad: Änglarådet vid Militärhögskolan i Halmstad
- Halmstad: Halmstad studentkår

## Inspektorer
Nationens nuvarande inspektor är Lotta Maunsbach, docent i juridik vid Lunds universitet.
Nationen har även två proinspektorer, Lena Sepponen, installerad 2013, och Nils Lundquist, installerad 2024.
Utöver det har nationen en hedersinspector, Johan Stenström, installerad 2024.

## Bilder

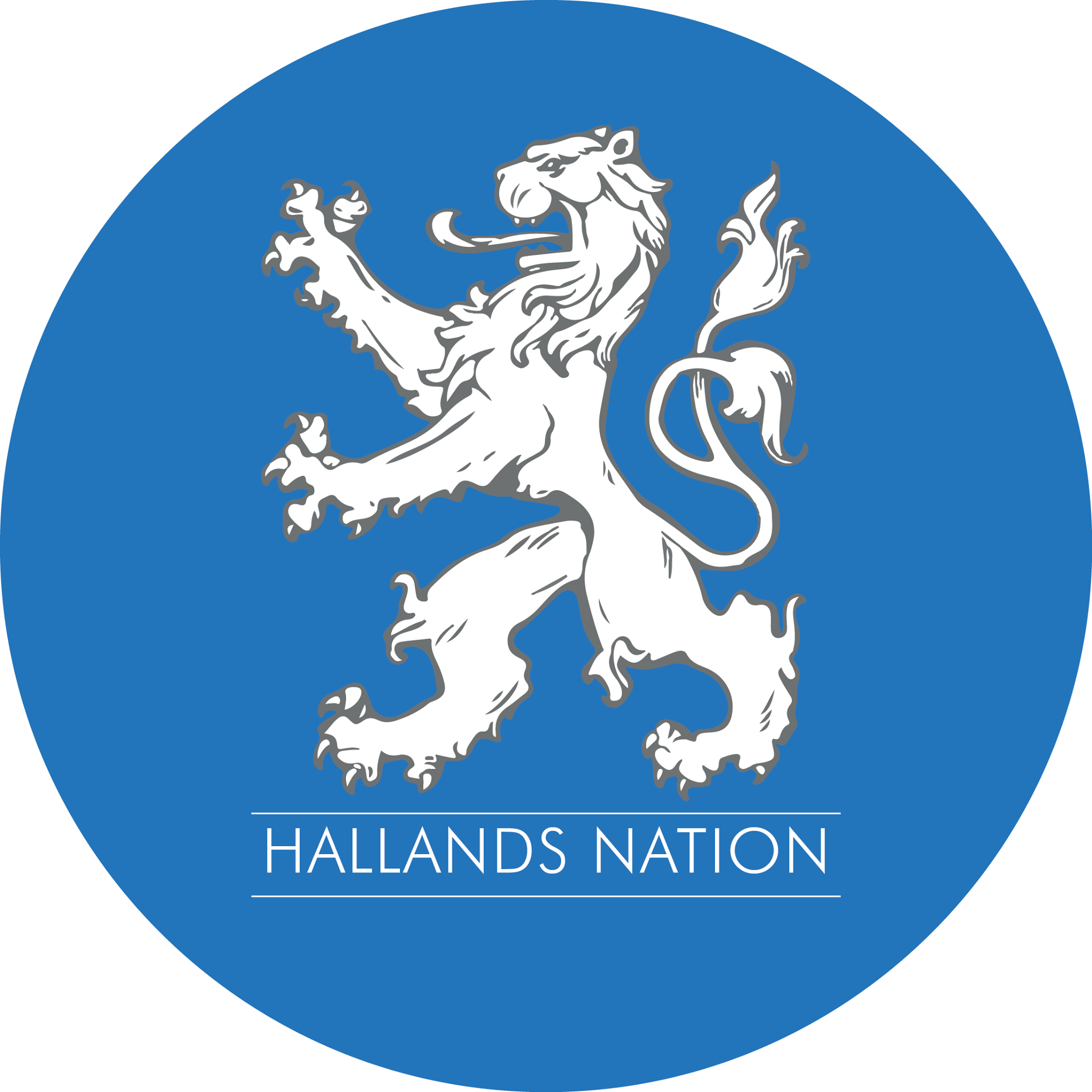
Hallands nations verksamhetslogga
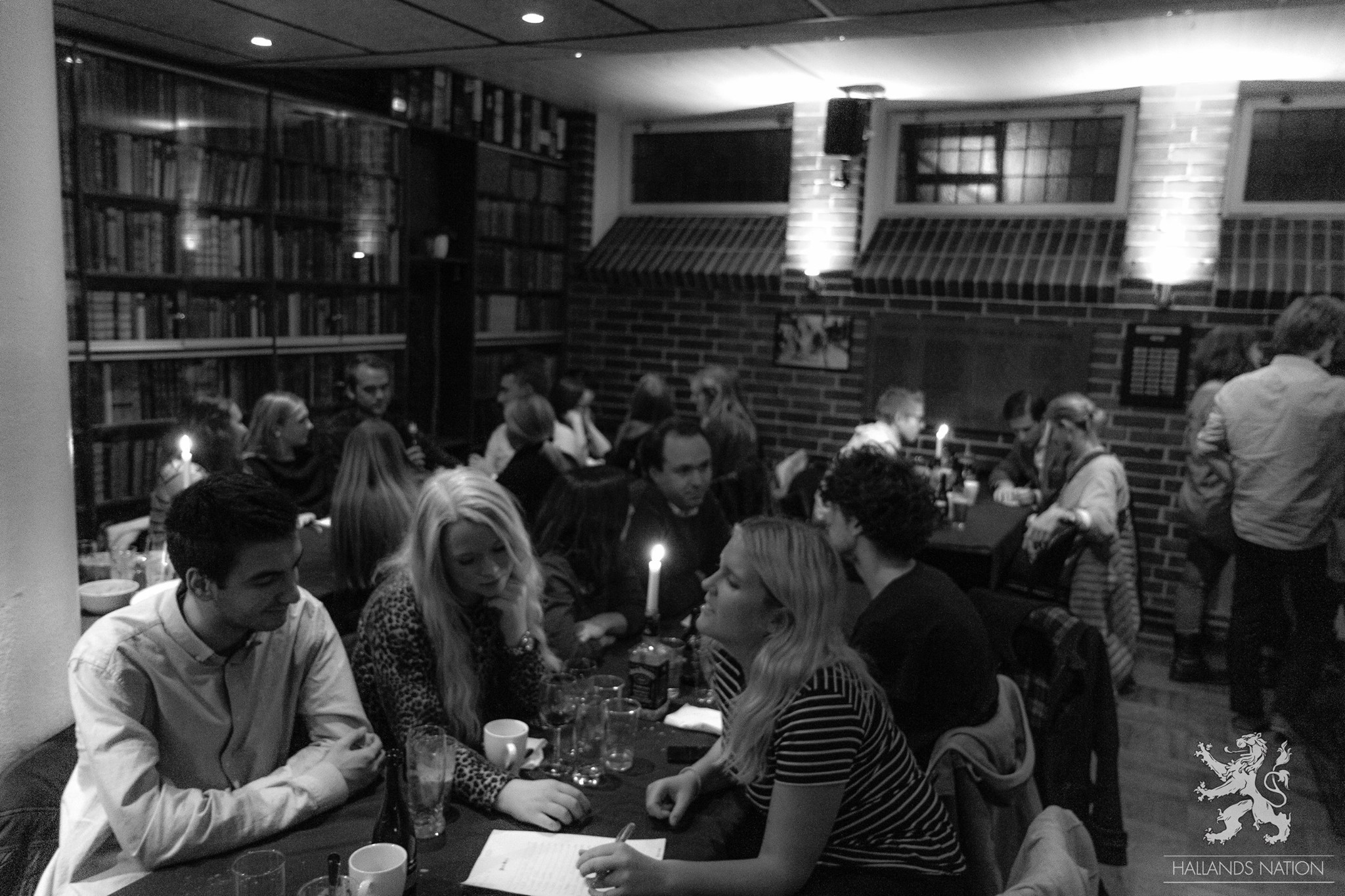
Hallands nations pubquiz i Wangö-biblioteket
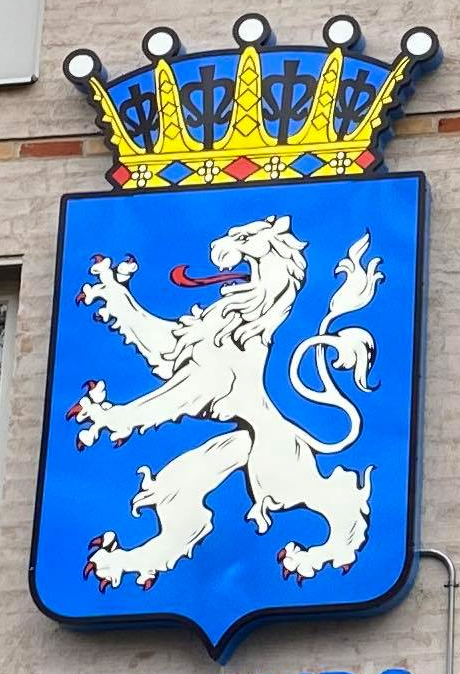
Hallands nationsvapen